# Danh sách sông dài nhất thế giới
Đây là Danh sách các con sông dài hơn 1000 km trên Trái Đất. Nó bao gồm cả hệ thống các sông.
| |        |    |         |        |        |
| \| Màu chỉ thị các châu lục \| Màu chỉ thị các châu lục \| Màu chỉ thị các châu lục \| Màu chỉ thị các châu lục \| Màu chỉ thị các châu lục \| Màu chỉ thị các châu lục \| \| ------------------------ \| ------------------------ \| ------------------------ \| ------------------------ \| ------------------------ \| ------------------------ \| \| Châu Phi \| Châu Á \| Úc \| Châu Âu \| Bắc Mỹ \| Nam Mỹ \| |        |    |         |        |        |
| Màu chỉ thị các châu lục |        |    |         |        |        |
| Châu Phi | Châu Á | Úc | Châu Âu | Bắc Mỹ | Nam Mỹ |

## Cách tínhchiều dàisông
Trong thực tế tồn tại rất nhiều yếu tố ảnh hưởng tới cách tính toàn chiều dài của một dòng sông, ví dụ như xác định nơi khởi nguồn, xác định vị trí cửa sông, cũng như quy mô của các phương tiện đo đạc chiều dài từ nguồn tới cửa sông. Do đó chiều dài của rất nhiều dòng sông chỉ là chiều dài xấp xỉ. Đặc biệt, hiện nay tồn tại rất nhiều những tranh luận về việc sông Nin hay sông Amazon mới là dòng sông dài nhất thế giới. Từ trước tới nay sông Nin vẫn được xem là dòng sông dài nhất thế giới, nhưng vài năm gần đây các học giả Brasil và Peru đã đưa ra giả thuyết rằng sông Amazon mới là dòng sông dài nhất.

## Danh sách sông
|      | Sông                                                                        | Chiều dài (km) | Chiều dài (miles) | Diện tích lưu vực (km²) | Lưu lượng trung bình (m³/s) | Đổ ra                 | Các quốc gia trong lưu vực |
| ---- | --------------------------------------------------------------------------- | -------------- | ----------------- | ----------------------- | --------------------------- | --------------------- | --- |
| 1.   | Amazon – Ucayali – Tambo - Ene - Apurímac                                   | 6.400 - 6.992  | 3.976 (4345)      | 7.050.000               | 209.000                     | Đại Tây Dương         | Brasil, Peru, Bolivia, Colombia, Ecuador, Venezuela, Guyana                                                                                 |
| 2.   | Sông Nin – Kagera                                                           | 6.650          | 4.132             | 3.254.555               | 2.800                       | Địa Trung Hải         | Ethiopia, Eritrea, Sudan, Uganda, Tanzania, Kenya, Rwanda, Burundi, Ai Cập, Cộng hòa Dân chủ Congo, Nam Sudan                               |
| 3.   | Trường Giang                                                                | 6.300          | 3.917             | 1.800.000               | 31.900                      | Biển Hoa Đông         | Trung Quốc |
| 4.   | Mississippi – Missouri – Jefferson - Beaverhead - Red Rock - Hell Roaring   | 6.275          | 3.902             | 2.980.000               | 16.200                      | Vịnh México           | Hoa Kỳ (98,5%), Canada (1,5%) |
| 5.   | Enisei – Angara – Selenge - Ider                                            | 5.539          | 3.445             | 2.580.000               | 19.600                      | Biển Kara             | Nga (97%), Mông Cổ (2,9%) |
| 6.   | Hoàng Hà                                                                    | 5.464          | 3.395             | 745.000                 | 2.110                       | Bột Hải               | Trung Quốc |
| 7.   | Obi – Irtysh                                                                | 5.410          | 3.364             | 2.990.000               | 12.800                      | Vịnh Obi              | Nga, Kazakhstan, Trung Quốc, Mông Cổ |
| 8.   | Paraná - Río de la Plata                                                    | 4.880          | 3.030             | 2.582.672               | 18.000                      | Río de la Plata       | Brasil (46,7%), Argentina (27,7%), Paraguay (13,5%), Bolivia (8,3%), Uruguay (3,8%)                                                         |
| 9.   | Congo – Chambeshi (Zaïre)                                                   | 4.700          | 2.922             | 3.680.000               | 41.800                      | Đại Tây Dương         | Cộng hòa Dân chủ Congo, Angola, Cộng hòa Trung Phi, Tanzania, Cameroon, Cộng hòa Congo, Zambia, Burundi, Rwanda                             |
| 10.  | Amur – Argun (Hắc Long Giang)                                               | 4.444          | 2.763             | 1.855.000               | 11.400                      | Biển Okhotsk          | Nga, Trung Quốc, Mông Cổ |
| 11.  | Lena                                                                        | 4.400          | 2.736             | 2.490.000               | 17.100                      | Biển Laptev           | Nga |
| 12.  | Mê Kông (Lan Thương giang)                                                  | 4.350          | 2.705             | 810.000                 | 16.000                      | Biển Đông             | Trung Quốc, Myanmar, Lào, Thái Lan, Campuchia, Việt Nam                                                                                     |
| 13.  | Mackenzie – Peace – Finlay                                                  | 4.241          | 2.637             | 1.790.000               | 10.300                      | Biển Beaufort         | Canada |
| 14.  | Niger                                                                       | 4.200          | 2.611             | 2.090.000               | 9.570                       | Vịnh Guinea           | Nigeria (26,6%), Mali (25,6%), Niger (23,6%), Algérie (7,6%), Guinea (4,5%), Cameroon (4,2%), Burkina Faso (3,9%), Bờ Biển Ngà, Bénin, Chad |
| 15.  | Murray – Darling                                                            | 3.672          | 2.282             | 1.061.000               | 767                         | Nam Đại Dương         | Úc |
| 16.  | Brahmaputra – Tsangpo                                                       | 3.848          | 2.391             | 712.035                 | 19.800                      | Sông Hằng             | Ấn Độ (58,0%), Trung Quốc (19,7%), Nepal (9,0%), Bangladesh (6,6%), Tranh chấp Ấn-Trung (4,2%), Bhutan (2,4%)                               |
| 17.  | Tocantins – Araguaia                                                        | 3.650          | 2.270             | 950.000                 | 13.598                      | Đại Tây Dương, Amazon | Brasil |
| 18.  | Volga                                                                       | 3.645          | 2.266             | 1.380.000               | 8.080                       | Biển Caspi            | Nga |
| 19.  | Ấn                                                                          | 3.180          | 1.976             | 960.000                 | 7.160                       | Biển Ả Rập            | Pakistan (93%), Ấn Độ, Trung Quốc |
| 20.  | Shatt al-Arab – Euphrates                                                   | 3.596          | 2.236             | 884.000                 | 856                         | Vịnh Ba Tư            | Iraq (60,5%), Thổ Nhĩ Kỳ (24,8%), Syria (14,7%)                                                                                             |
| 21.  | Madeira – Mamoré – Grande – Caine – Rocha                                   | 3.380          | 2.100             | 1.485.200               | 31.200                      | Amazon                | Brasil, Bolivia, Peru |
| 22.  | Purus                                                                       | 3.211          | 1.995             | 63.166                  | 8.400                       | Amazon                | Brasil, Peru |
| 23.  | Yukon                                                                       | 3.185          | 1.980             | 850.000                 | 6.210                       | Biển Bering           | Hoa Kỳ (59,8%), Canada (40,2%) |
| 24.  | São Francisco                                                               | 3.180* (2.900) | 1.976* (1.802)    | 610.000                 | 3.300                       | Đại Tây Dương         | Brasil |
| 25.  | Syr Darya – Naryn                                                           | 3.078          | 1.913             | 219.000                 | 703                         | Biển Aral             | Kazakhstan, Kyrgyzstan, Uzbekistan, Tajikistan                                                                                              |
| 26.  | Salween (Nộ Giang)                                                          | 3.060          | 1.901             | 324.000                 | 3.153                       | Biển Andaman          | Trung Quốc (52,4%), Myanmar (43,9%), Thái Lan (3,7%)                                                                                        |
| 27.  | Saint-Laurent – Niagara – Detroit – Saint Clair – Saint Marys – Saint Louis | 3.058          | 1.900             | 1.030.000               | 10.100                      | Vịnh Saint-Laurent    | Canada (52,1%), Hoa Kỳ (47,9%) |
| 28.  | Rio Grande                                                                  | 3.057 (2.896)  | 1.900 (1.799)     | 570.000                 | 82                          | Vịnh México           | Hoa Kỳ (52,1%), México (47,9%) |
| 29.  | Hạ Tunguska                                                                 | 2.989          | 1.857             | 473.000                 | 3.600                       | Enisei                | Nga |
| 30.  | Danube – Breg (Duna)                                                        | 2.888*         | 1.795*            | 817.000                 | 7.130                       | Biển Đen              | România (28,9%), Hungary (11,7%), Áo (10,3%), Serbia (10,3%), Đức (7,5%), Slovakia (5,8%), Bulgaria (5,2%), Croatia (4,5%)                  |
| 31.  | Zambezi (Zambesi)                                                           | 2.693*         | 1.673*            | 1.330.000               | 4.880                       | Eo biển Mozambique    | Zambia (41,6%), Angola (18,4%), Zimbabwe (15,6%), Mozambique (11,8%), Malawi (8%), Tanzania (2%), Namibia, Botswana                         |
| 32.  | Vilyuy                                                                      | 2.650          | 1.647             | 454.000                 | 1.480                       | Lena                  | Nga |
| 33.  | Araguaia                                                                    | 2.627          | 1.632             | 358.125                 | 5.510                       | Tocantins             | Brasil |
| 34.  | Hằng – Hooghly – Padma (Ganga/Ganges)                                       | 2.620          | 1.630             | 907.000                 | 12.037                      | Vịnh Bengal           | Ấn Độ, Bangladesh |
| 34.  | Amu Darya – Panj                                                            | 2.620          | 1.628             | 534.739                 | 1.400                       | Biển Aral             | Uzbekistan, Turkmenistan, Tajikistan, Afghanistan                                                                                           |
| 35.  | Japurá (Rio Yapurá)                                                         | 2.615*         | 1.625*            | 242.259                 | 6.000                       | Amazon                | Brasil, Colombia |
| 36.  | Nelson – Saskatchewan                                                       | 2.570          | 1.597             | 1.093.000               | 2.575                       | Vịnh Hudson           | Canada, Hoa Kỳ |
| 37.  | Paraguay (Rio Paraguay)                                                     | 2.549          | 1.584             | 900.000                 | 4.300                       | Paraná                | Brasil, Paraguay, Bolivia, Argentina |
| 38.  | Kolyma                                                                      | 2.513          | 1.562             | 644.000                 | 3.800                       | Biển Đông Siberi      | Nga |
| 40.  | Pilcomayo                                                                   | 2.500          | 1.553             | 270.000                 |                             | Paraguay              | Paraguay, Argentina, Bolivia |
| 41.  | Thượng Obi -- Katun                                                         | 2.490          | 1.547             |                         |                             | Obi                   | Nga |
| 42.  | Ishim                                                                       | 2.450          | 1.522             | 177.000                 | 56                          | Irtysh                | Kazakhstan, Nga |
| 43.  | Juruá                                                                       | 2.410          | 1.498             | 200.000                 | 6.000                       | Amazon                | Peru, Brasil |
| 44.  | Ural                                                                        | 2.428          | 1.509             | 237.000                 | 475                         | Biển Caspi            | Nga, Kazakhstan |
| 45.  | Arkansas                                                                    | 2.348          | 1.459             | 505.000 (435.122)       | 1.066                       | Mississippi           | Hoa Kỳ |
| 46   | Olenyok                                                                     | 2.292          | 1.424             | 219.000                 | 1.210                       | Biển Laptev           | Nga |
| 47   | Dnieper                                                                     | 2.287          | 1.421             | 516.300                 | 1.670                       | Biển Đen              | Nga, Belarus, Ukraina |
| 48   | Aldan                                                                       | 2.273          | 1.412             | 729.000                 | 5.060                       | Lena                  | Nga |
| 49   | Ubangi – Uele                                                               | 2.270          | 1.410             | 772.800                 | 4.000                       | Congo                 | Cộng hòa Dân chủ Congo, Cộng hòa Trung Phi, Cộng hòa Congo                                                                                  |
| 50.  | Negro                                                                       | 2.250          | 1.450             | 720.114                 | 26.700                      | Amazon                | Brasil, Venezuela, Colombia |
| 51.  | Columbia                                                                    | 2.250 (1.953)  | 1.450 (1.214)     | 415.211                 | 7.500                       | Thái Bình Dương       | Hoa Kỳ, Canada |
| 52.  | Colorado                                                                    | 2.333          | 1.450             | 390.000                 | 1.200                       | Vịnh California       | Hoa Kỳ, México |
| 53.  | Châu Giang                                                                  | 2.200          | 1.376             | 437.000                 | 13.600                      | Biển Đông             | Trung Quốc (98,5%), Việt Nam (1,5%) |
| 54.  | Red (Hoa Kỳ)                                                                | 2.188          | 1.360             | 78.592                  | 875                         | Mississippi           | Hoa Kỳ |
| 55.  | Ayeyarwady (Irrawaddy)                                                      | 2.170          | 1.348             | 411.000                 | 13.000                      | Biển Andaman          | Myanmar |
| 56.  | Kasai                                                                       | 2.153          | 1.338             | 880.200                 | 10.000                      | Congo                 | Angola, Cộng hòa Dân chủ Congo |
| 57.  | Ohio – Allegheny                                                            | 2.102          | 1.306             | 490.603                 | 7.957                       | Mississippi           | Hoa Kỳ |
| 58.  | Orinoco                                                                     | 2.101          | 1.306             | 1.380.000               | 33,000                      | Đại Tây Dương         | Venezuela, Colombia, Guyana |
| 59.  | Tarim                                                                       | 2.100          | 1.305             | 557.000                 |                             | Lop Nur               | Trung Quốc |
| 60.  | Xingu                                                                       | 2.100          | 1.305             |                         |                             | Amazon                | Brasil |
| 61.  | Orange                                                                      | 2.092          | 1.300             |                         |                             | Đại Tây Dương         | Nam Phi, Namibia, Botswana, Lesotho |
| 62.  | Bắc Salado                                                                  | 2.010          | 1.249             |                         |                             | Paraná                | Argentina |
| 63.  | Vitim                                                                       | 1.978          | 1.229             |                         |                             | Lena                  | Nga |
| 64.  | Tigris                                                                      | 1.950          | 1.212             |                         |                             | Shatt al-Arab         | Thổ Nhĩ Kỳ, Iraq, Syria |
| 65.  | Tùng Hoa                                                                    | 1.927          | 1.197             |                         |                             | Amur                  | Trung Quốc |
| 66.  | Tapajós                                                                     | 1.900          | 1.181             |                         |                             | Amazon                | Brasil |
| 67.  | Sông Đông                                                                   | 1.870          | 1.162             | 425.600                 | 935                         | Biển Azov             | Nga, Ukraina |
| 68.  | Đá Tunguska                                                                 | 1.865          | 1.159             | 240.000                 |                             | Enisei                | Nga |
| 69.  | Pechora                                                                     | 1.809          | 1.124             | 322.000                 |                             | Biển Barents          | Nga |
| 70.  | Kama                                                                        | 1.805          | 1.122             | 507.000                 |                             | Volga                 | Nga |
| 71.  | Limpopo                                                                     | 1.800          | 1.118             | 413.000                 |                             | Ấn Độ Dương           | Mozambique, Zimbabwe, Nam Phi, Botswana |
| 72.  | Guaporé (Itenez)                                                            | 1.749          | 1.087             |                         |                             | Mamoré                | Brasil, Bolivia |
| 73.  | Indigirka                                                                   | 1.726          | 1.072             | 360.400                 | 1.810                       | Biển Đông Siberia     | Nga |
| 74.  | Snake                                                                       | 1.670          | 1.038             | 279.719                 | 1.611                       | Columbia              | Hoa Kỳ |
| 75.  | Sénégal                                                                     | 1.641          | 1.020             | 419.659                 |                             | Đại Tây Dương         | Sénégal, Mali, Mauritanie |
| 76.  | Uruguay                                                                     | 1.610          | 1.000             | 370.000                 |                             | Đại Tây Dương         | Uruguay, Argentina, Brasil |
| 77.  | Murrumbidgee                                                                | 1.600          | 994               |                         |                             | Sông Murray           | Úc |
| 78   | Nin Xanh                                                                    | 1.600          | 994               | 326.400                 |                             | Nin                   | Ethiopia, Sudan |
| 79   | Churchill                                                                   | 1.600          | 994               |                         |                             | Vịnh Hudson           | Canada |
| 80   | Khatanga                                                                    | 1.600          | 994               |                         |                             | Biển Laptev           | Nga |
| 81   | Okavango                                                                    | 1.600          | 994               |                         |                             | Đồng bằng Okavango    | Namibia, Angola, Botswana |
| 82   | Volta                                                                       | 1.600          | 994               |                         |                             | Vịnh Guinea           | Ghana, Burkina Faso, Togo, Bờ Biển Ngà, Bénin                                                                                               |
| 83   | Beni                                                                        | 1.599          | 994               | 283.350                 | 8.900                       | Madeira               | Bolivia |
| 84   | Platte                                                                      | 1.594          | 990               |                         |                             | Missouri              | Hoa Kỳ |
| 85   | Tobol                                                                       | 1.591          | 989               |                         |                             | Irtysh                | Kazakhstan, Nga |
| 86   | Jubba – Shebelle                                                            | 1.580*         | 982*              |                         |                             | Ấn Độ Dương           | Ethiopia, Somalia |
| 87   | Içá (Putumayo)                                                              | 1.575          | 979               |                         |                             | Amazon                | Brasil, Peru, Colombia, Ecuador |
| 88   | Magdalena                                                                   | 1.550          | 963               | 263.858                 | 9.000                       | Biển Caribe           | Colombia |
| 89   | Hán Thủy                                                                    | 1.532          | 952               |                         |                             | Trường Giang          | Trung Quốc |
| 89.  | Oka                                                                         | 1.500          | 932               |                         |                             | Volga                 | Nga |
| 90   | Pecos                                                                       | 1.490          | 926               |                         |                             | Rio Grande            | Hoa Kỳ |
| 91   | Thượng Enisei – Enisei Nhỏ (Kaa-Hem)                                        | 1.480          | 920               |                         |                             | Enisei                | Nga, Mông Cổ |
| 92   | Godavari                                                                    | 1.465          | 910               |                         |                             | Vịnh Bengal           | Ấn Độ |
| 93   | Colorado (Texas)                                                            | 1.438          | 894               |                         |                             | Vịnh México           | Hoa Kỳ |
| 94   | Río Grande (Guapay)                                                         | 1.438          | 894               | 102.600                 | 264                         | Ichilo                | Bolivia |
| 95   | Belaya                                                                      | 1.420          | 882               |                         |                             | Kama                  | Nga |
| 96   | Cooper – Barcoo                                                             | 1.420          | 880               |                         |                             | Hồ Eyre               | Úc |
| 97   | Marañón                                                                     | 1.415          | 879               |                         |                             | Amazon                | Peru |
| 98   | Dniester                                                                    | 1.411 (1.352)  | 877 (840)         |                         |                             | Biển Đen              | Ukraina, Moldova |
| 99.  | Benue                                                                       | 1.400          | 870               |                         |                             | Niger                 | Cameroon, Nigeria |
| 100. | Ili (Y Lê)                                                                  | 1.400          | 870               |                         |                             | Hồ Balkhash           | Trung Quốc, Kazakhstan |
| 101. | Warburton – Georgina                                                        | 1.400          | 870               |                         |                             | Hồ Eyre               | Úc |
| 102  | Sutlej                                                                      | 1.372          | 852               |                         |                             | Chenab                | Trung Quốc, Ấn Độ, Pakistan |
| 103  | Yamuna                                                                      | 1.370          | 851               |                         |                             | Hằng                  | Ấn Độ |
| 104  | Vyatka                                                                      | 1.370          | 851               |                         |                             | Kama                  | Russia |
| 105. | Fraser                                                                      | 1.368          | 850               | 220.000                 | 3.475                       | Thái Bình Dương       | Canada |
| 106. | Mtkvari (Kura)                                                              | 1.364          | 848               |                         |                             | Biển Caspi            | Azerbaijan, Gruzia, Armenia, Thổ Nhĩ Kỳ, Iran                                                                                               |
| 107  | Grande                                                                      | 1.360          | 845               |                         |                             | Paraná                | Brazil |
| 108. | Brazos                                                                      | 1.352          | 840               |                         |                             | Vịnh México           | Hoa Kỳ |
| 109  | Cauca                                                                       | 1.350          | 839               |                         |                             | Magdalena             | Colombia |
| 110  | Liêu Hà                                                                     | 1.345          | 836               |                         |                             | Bột Hải               | Trung Quốc |
| 111  | Nhã Lung                                                                    | 1.323          | 822               |                         |                             | Trường Giang          | Trung Quốc |
| 112. | Iguaçu                                                                      | 1.320          | 820               |                         |                             | Paraná                | Brasil, Argentina |
| 113. | Olyokma                                                                     | 1.320          | 820               |                         |                             | Lena                  | Nga |
| 114. | Bắc Dvina – Sukhona                                                         | 1.302          | 809               | 357.052                 | 3.332                       | Biển Trắng            | Nga |
| 115. | Krishna                                                                     | 1.300          | 808               |                         |                             | Vịnh Bengal           | Ấn Độ |
| 116. | Iriri                                                                       | 1.300          | 808               |                         |                             | Xingu                 | Brasil |
| 117. | Narmada                                                                     | 1.289          | 801               |                         |                             | Biển Ả Rập            | Ấn Độ |
| 118. | Lomami                                                                      | 1.280          | 795               |                         |                             | Congo                 | Cộng hòa Dân chủ Congo |
| 119. | Ottawa                                                                      | 1.271          | 790               |                         |                             | Saint Lawrent         | Canada |
| 120. | Zeya                                                                        | 1.242          | 772               |                         |                             | Amur                  | Nga |
| 121. | Juruena                                                                     | 1.240          | 771               |                         |                             | Tapajós               | Brasil |
| 122. | Thượng Mississippi                                                          | 1.236          | 768               |                         |                             | Mississippi           | Hoa Kỳ |
| 123. | Rhine                                                                       | 1.233          | 768               | 198.735                 | 2.330                       | Biển Bắc              | Đức, Pháp, Thụy Sĩ, Hà Lan, Áo, Liechtenstein, Ý (rất nhỏ), Bỉ, Luxembourg                                                                  |
| 124. | Athabasca                                                                   | 1.231          | 765               | 95.300                  |                             | Mackenzie             | Canada |
| 125. | Elbe – Vltava                                                               | 1.252          | 778               | 148.268                 | 711                         | Biển Bắc              | Đức, Cộng hòa Séc |
| 126. | Canadian                                                                    | 1.223          | 760               |                         |                             | Arkansas              | Hoa Kỳ |
| 127. | BắcSaskatchewan                                                             | 1.220          | 758               |                         |                             | Saskatchewan          | Canada |
| 128. | Draa                                                                        | 1.218          | 994               |                         |                             | Đại Tây Dương         | Maroc |
| 129. | Vaal                                                                        | 1.210          | 752               |                         |                             | Orange                | Nam Phi |
| 130. | Shire                                                                       | 1.200          | 746               |                         |                             | Zambezi               | Mozambique, Malawi |
| 131. | Nộn Giang                                                                   | 1.190          | 739               |                         |                             | Tùng Hoa              | Trung Quốc |
| 132. | Kızılırmak                                                                  | 1.182          | 734               | 115.000                 | 400                         | Biển Đen              | Thổ Nhĩ Kỳ |
| 133. | Green                                                                       | 1.175          | 730               |                         |                             | Colorado              | Hoa Kỳ |
| 134. | Milk                                                                        | 1.173          | 729               |                         |                             | Missouri              | Hoa Kỳ, Canada |
| 135. | Chindwin                                                                    | 1.158          | 720               |                         |                             | Ayeyarwady            | Myanmar |
| 136. | Sankuru                                                                     | 1.150          | 715               |                         |                             | Kasai                 | Cộng hòa Dân chủ Congo |
| 137. | Sông Hồng                                                                   | 1.149          | 714               | 143.700                 | 2.640                       | Vịnh Bắc Bộ           | Trung Quốc, Việt Nam |
| 138. | James (Dakotas)                                                             | 1.143          | 710               |                         |                             | Missouri              | Hoa Kỳ |
| 139. | Kapuas                                                                      | 1.143          | 710               |                         |                             | Biển Đông             | Indonesia |
| 140. | Desna                                                                       | 1.130          | 702               | 88.900                  | 360                         | Dnieper               | Nga, Belarus, Ukraina |
| 141  | Helmand                                                                     | 1.130          | 702               |                         |                             | Hamun-i-Helmand       | Afghanistan, Iran |
| 142. | Madre de Dios                                                               | 1.130          | 702               | 125.000                 | 4.915                       | Beni                  | Peru, Bolivia |
| 143. | Tietê                                                                       | 1.130          | 702               |                         |                             | Paraná                | Brasil |
| 144. | Vychegda                                                                    | 1.130          | 702               |                         |                             | Bắc Dvina             | Nga |
| 145. | Sepik                                                                       | 1.126          | 700               | 77.700                  |                             | Thái Bình Dương       | Papua New Guinea, Indonesia |
| 146. | Cimarron                                                                    | 1.123          | 698               |                         |                             | Arkansas              | Hoa Kỳ |
| 147. | Anadyr                                                                      | 1.120          | 696               |                         |                             | Vịnh Anadyr           | Nga |
| 148. | Paraíba do Sul                                                              | 1.120          | 696               |                         |                             | Đại Tây Dương         | Brasil |
| 149. | Gia Lăng                                                                    | 1.119          | 695               |                         |                             | Trường Giang          | Trung Quốc |
| 150. | Liard                                                                       | 1.115          | 693               |                         |                             | Mackenzie             | Canada |
| 151. | Cumberland                                                                  | 1.105          | 687               | 46.830                  | 862                         | Mississippi           | Hoa Kỳ |
| 152. | White                                                                       | 1.102          | 685               |                         |                             | Mississippi           | Hoa Kỳ |
| 153. | Huallaga                                                                    | 1.100          | 684               |                         |                             | Marañón               | Peru |
| 154. | Kwango                                                                      | 1.100          | 684               | 263.500                 | 2.700                       | Kasai                 | Angola, Cộng hòa Dân chủ Congo |
| 155. | Gambia                                                                      | 1.094          | 680               |                         |                             | Đại Tây Dương         | Gambia, Sénégal, Guinea |
| 156. | Chenab                                                                      | 1.086          | 675               |                         |                             | Sông Ấn               | Ấn Độ, Pakistan |
| 157. | Yellowstone                                                                 | 1.080          | 671               | 114.260                 |                             | Missouri              | Hoa Kỳ |
| 158. | Hoài Hà                                                                     | 1.078          | 670               | 270.000                 | 1.110                       | không                 | Trung Quốc |
| 159. | Aras                                                                        | 1.072          | 665               | 102.000                 | 285                         | Kura                  | Thổ Nhĩ Kỳ, Armenia, Azerbaijan, Iran |
| 160. | Sông Chuy                                                                   | 1.067          | 663               | 62.500                  |                             | Không                 | Kyrgyzstan, Kazakhstan |
| 161. | Seversky Donets                                                             | 1.078 (1.053)  | 670 (654)         |                         |                             | Sông Đông             | Nga, Ukraina |
| 162. | Bermejo                                                                     | 1.050          | 652               |                         |                             | Paraguay              | Argentina, Bolivia |
| 163. | Fly                                                                         | 1.050          | 652               |                         |                             | Vịnh Papua            | Papua New Guinea, Indonesia |
| 164  | Guaviare                                                                    | 1.050          | 652               |                         |                             | Orinoco               | Colombia |
| 165. | Kuskokwim                                                                   | 1.050          | 652               |                         |                             | Biển Bering           | Hoa Kỳ |
| 166. | Tennessee                                                                   | 1.049          | 652               |                         |                             | Ohio                  | Hoa Kỳ |
| 167. | Vistula                                                                     | 1.047          | 630               | 194.424                 | 1.080                       | Biển Baltic           | Ba Lan |
| 168. | Aruwimi                                                                     | 1.030          | 640               |                         |                             | Congo                 | Cộng hòa Dân chủ Congo |
| 169. | Daugava                                                                     | 1.020          | 634               | 87.900                  | 678                         | Vịnh Riga             | Latvia, Belarus, Nga |
| 170. | Gila                                                                        | 1.015          | 631               |                         |                             | Colorado              | Hoa Kỳ |
| 171. | Loire                                                                       | 1.012          | 629               | 115.271                 | 840                         | Đại Tây Dương         | Pháp |
| 172. | Essequibo                                                                   | 1.010          | 628               |                         |                             | Đại Tây Dương         | Guyana |
| 173. | Khoper                                                                      | 1.010          | 628               |                         |                             | Sông Đông             | Nga |
| 174. | Tagus (Tajo/Tejo)                                                           | 1.006          | 625               | 80.100                  |                             | Đại Tây Dương         | Tây Ban Nha, Bồ Đào Nha |

## Hình ảnh

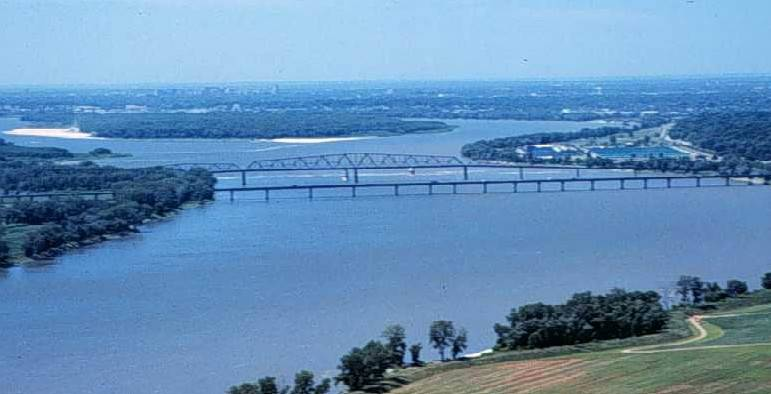
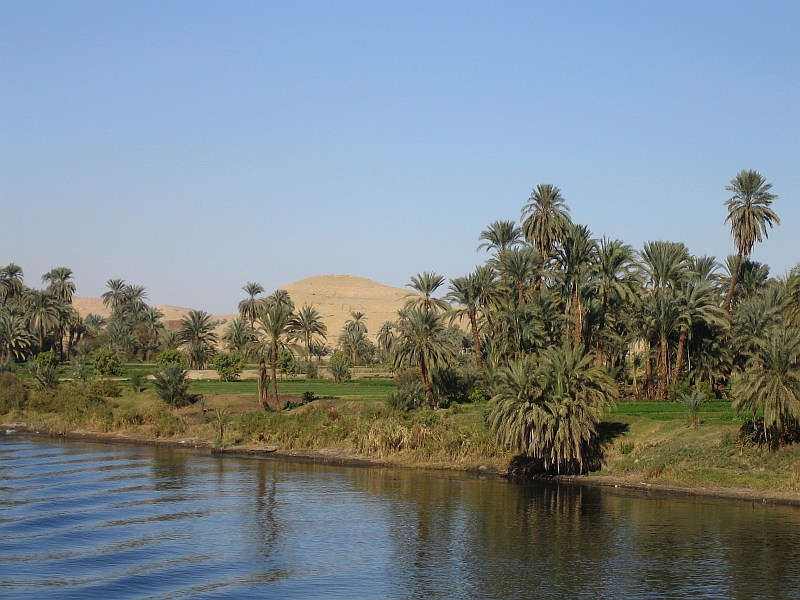